# Justicia para Alan
Justicia para Alan es una película documental peruana de 2023 escrita y dirigida por Ernesto Carlín. La película narra los últimos meses de vida del dos veces presidente electo del Perú, Alan García Pérez, y analiza las circunstancias de su suicidio.La película fue financiada por su productor Hernán Garrido Lecca, sin recibir apoyo económico del Estado Peruano. Se estrenó el jueves 20 de abril del 2023 en cines peruanos.

## Sinopsis
La película narra y analiza desde la perspectiva política de su partido político, tal como produjo otras películas de Carlín, los últimos meses de vida del presidente Alan García Pérez. Se apoya en declaraciones de los exjefes de Estado Rafael Correa (Ecuador), Álvaro Uribe (Colombia) y Julio María Sanguinetti y José Mujica (Uruguay), además de entrevistas con personas cercanas al expresidente aprista.

## Lanzamiento
Luego de que se estrenara el tráiler el 22 de octubre de 2022, el director Ernesto Carlín manifestó que recibió amenazas de muerte y que fue ignorado cuando intentó poner una denuncia en una comisaría de Miraflores.
La película tuvo una proyección privada en el Cine Star Benavides el 18 de febrero de 2023, como parte de las festividades del Partido Aprista Peruano por el Mes de la Fraternidad. Se estrenó comercialmente el 20 de abril de 2023 en los cines peruanos. Se anunció que la película se estrenaría en los cines Verdi 
de Barcelona, España en junio de ese año.
En junio del 2025, el portal Altavoz.pe subió la película a su canal de YouTube.

### Taquilla
En su primer fin de semana en cartelera, Justicia para Alan obtuvo 4500 asistentes, terminando así en el puesto 11 de la taquilla nacional. La película permaneció cinco semanas en cartelera, superando los 11 mil espectadores en su segunda semana.